# James Brown
James Joseph Brown (3. svibnja 1933. – 25. prosinca 2006.), bio je američki glazbenik i zabavljač prepoznatljiv po svom velikom utjecaju u popularnoj glazbi 20. stoljeća. Mnogi ga i danas pamte po glasnom vokalu, grozničavom plesu i jedinstvenom ritmičkom stilu.
Kao vrstan pjevač, kantautor, vođa sastava i glazbeni producent, Brown je značajno doprinio razvoju gospela i R&B-a, a također i soula i funka. Ostavio je traga i u mnogim drugim žanrovima, primjerice rocku, jazzu, disko glazbi, danceu i elektroničkoj glazbi, reggaeu i hip hopu. Svojim je glazbenim stilom i izričajem također utjecao i na afričku popularnu glazbu, afrobeat, jùjú i mbalax te stvorio uvjete za razvoj go-go glazbe.
Profesionalnu glazbenu karijeru počinje 1950., a slavan postaje već krajem 1950-ih i početkom 1960-ih sa svojim uzbudljivim izvedbama i nizom velikih hitova. Unatoč raznim osobnim problemima i preprekama, Brown neprekidno objavljuje hitove sve do 1980-ih. Uz hvaljeno glazbeno djelovanje, bio je i sudionikom mnogih događaja u američkoj politici, najviše u razdoblju 1960-ih i 1970-ih najčešće aktivizmom u ime svojih afroameričkih sunarodnjaka i siromašnih slojeva. U ranim 1980-ima, Brownova glazba pomogla je u oblikovanju ritma rane hip-hop glazbe, najviše time što su brojni sastavi u svojoj glazbi često upotrebljavali njegove ritmove i samplove, što ih je učinilo hip-hop klasicima i jednim od temelja toga glazbenog žanra.
Brown je za života bio poznat po mnogim (najviše samoproglašenim) naslovima, uključujući: Soul Brother Number One, Sex Machine, Mr. Dynamite, The Hardest Working Man in Show Business, Minister of The New New Super Heavy Funk, Mr. Please Please Please, The Boss, i jedan od najpoznatijih: the Godfather of Soul.

## Životopis

### Rani život
James Brown jedino je dijete Susie (rođena Behlings) i Josepha ("Joe") Gardnera Browna u malenom gradiću Barnwell u Južnoj Karolini za vrijeme Velike depresije. Iako mu je očevo prezime zaista bilo "Brown" (Smeđa) u principu se to shvaćalo drugačije i aludiralo na boju kože. Unatoč tome roditelji su ga pri registraciji imena nazvali James Joseph Brown, Jr. Dok je bio dijete, Browna su zvali "Junior" ili "Mali Junior", a to mu je kasnije kad je postao stariji ostao nadimak. Brown i njegova obitelj žive u ekstremno teškim uvjetima. Kada navršava četiri godine roditelji mu se rastaju jer mu je majka odlučila da će živjeti s drugim čovjekom. Poslije odlaska majke iz obitelji, Brown nastavlja živjeti s ocem i njegovom prijateljicom sve do svoje šeste godine starosti. Nakon toga Brown i njegov otac sele se u Augustu, Georgia, gdje ga otac šalje da živi kod tetke u javnoj kući. Brownov život sveo se na ulicu i život bez kontrole roditelja ili nekog staratelja. Slijedom tih događaja pohađa školu do sedmoga razreda kada biva izbačen iz nje.
Dok je bio dječak, Brown je zarađivao skupljajući pamuk i ugljen, radeći kao čistač cipela, čišćenjem vanjskih trgovina, prodajom i razmjenom starih markica, pranjem automobila i posuđa i pjevačkim natjecanjem. Između zarađivanja i ostalih avantura, Brown počinje samouko svirati harmoniku, koju je dobio od svoga oca, uči svirati gitaru od Tampa Reda (on je posjećivao jednu "damu" kod Brownove tetke) i dodatno se upoznaje s klavirom i bubnjevima. Brown je dobio inspiraciju da postane zabavljač nakon što je gledao Louisa Jordana, popularnog jazz i R&B izvođača u vrijeme '40-ih i "His Tympany Five" kako izvode "Caldoniju"
Kada je odrastao Brown ilegalno mjenja svoje ime iz kojega brise oznaku Jr. Sa šesnaest godina osuđen je zbog oružanog razbojstva i 1948. poslan je u "youth detention center" (zatvor za maloljetnike) koji se nalazi u Toccoji, Georgia
Browna dobiva nadimak "Music Blox" i osniva jedan gospel kvartet u vrijem dok je bio u zatvoru. Sastav je imao instrumente koje su sami napravili koji su uključivali, papir i češalj kao usnu harmoniku, set bubnjeva s konzervama od masti i bas od metli za čišćenje. Brownov kvartet nastupao je u svom i u lokalnim zavorima u okolini.
Za vrijem dok se školuje u zatvoru, Brown upoznaje Bobbyja Byrda, koji ga je obožavao od prvi puta kako ga je vidio da svira. Byrdova obitelj pomogla je Brownu da izađe tri godine ranije iz zatvora od kazne na koju je bio osuđen. Prije nego što su ga pustili iz zatvora, morao je potpisati izjavu da će prilikom izlaska početi raditi i da se više neće vraćati u Augustu. Jedno kratko vrijeme bavio se boksom i poluprofesionalnim baseballom. Brown takav preobraćen, pun energije okreće se glazbi i njezinom stvaranju.

## Glazbena karijera
James Brownova karijera traje nekoliko desetljeća i njegov jedinstveni zvuk intenzivno djeluje na novo istraživanje i stvaranje mnogih glazbenih žanrova. Premda svoji radom i mnogim donacijama puno pomaže svjetskoj glazbi, Brown redovno objavljuje hit skladbe i singlove koje se nalaze na broju jedan svjetskih Top lista.

### Početak i The Famous Flames
1955. Brown i Bobbyja Byrdsa sestra Sarah osnivaju sastav koji se zove "The Gospel Starlighters". Na kraju Brown ubacuje i Byrda u sastav na mjesto vokala i prave promjene u stilu i okreću se vječitom R&B-u. Kasnije sastav mijenja ime u "The Flames" kada potpisuju ugovor s izdavačkom kućom "Federal Records" (ogranak od "King Recordsa").
Sastav snima svoj prvi singl "Please, Please, Please" (1956.). Skladba dospijeva na #5 Top liste i postaje veliki R&B hit koji se prodaje u više milijuna kopija. James Brown je s tim nastupnim singlom započeo vrlo bogatu i utjecajnu, no i kontroverznu glazbenu karijeru s mnogo nenadanih obrata. Devet sljedećih singlova koje objavljuje s "The Flamesima" bili su neuspješni i sastavu je prijetila opasnost od razlaza s "King Recordsom". Brown je u svom ranom djelovanju bio inspiriran gospelom i R&B-om, pod velikim utjecajem tadašnjih glazbenika Ray Charlesa i Little Richarda. Druženje s Richardom uveliko je djelovalo na Brownov glazbeni rad i njega kao zabavljača. Brown je jednom i rekao kako je Richard njegov idol i da je sredinom 1950-ih s uličnim sastavom "The Upsetters" i saksofonom svirao funk i rock and roll. Kada je Richard odlučio da se prestane baviti s pop glazbom i da se vrati propovijedi, Brown ga moli da ostane s njim na turneji do datuma kada budu u njegovom gradu. Nekoliko bivših članova i Little Richard vraćaju se u sastav s Brownom i nakon toga Richard odlazi s glazbene scene.
Brown se na Top listu vraća 1958. i to na prvo mjesto R&B-a s hit skladbom "Try Me". Skladba je objavljena u pravo vrijeme jer su u diskografskoj kući "King Records" već razmišljali o raskidu ugovora s Brownom, međutim "Try Me" mu je vratio uspjeh i najavio mnoge buduće hitove. "Try Me" bilježi i najbolju prodaju R&B skladbe te godine, nalazeći se na 17 Top lista R&B singlova puna dva desetljeća. Brown je izradio vlastiti stil s kombinacijom latinskih i jazz ritmova kao i R&B-ja.
1959. Brown i "The Famous Flames" prelaze u diskografsku kuću "Federal Records", koja je jedan ogranak "King Recordsa". Počeli su se ponavljati konflikti između Browna i predsjednika "King Recordsa" Syda Nathana oko popisa repertoara i ostalih stvari oko izdavanja i snimanja skladbi.

### 1960.
Vrhunac Brownove rane karijere zabilježen je na iznimnom koncertu Live at the Apollo iz 1963., koji je odmah po objavljivanju dospio na drugo mjesto američke Top liste. Izdavanju albuma protivila se diskografska kuća "King Records", zahtijevajući od Browna da sufinancira dio troškova, pa je zbog toga troškove snimanja preuzeo na sebe. Na albumu, koji je jedan od najboljih uživo albuma, nalazi se materijal zabilježen s Brownovog spektakularnog koncerta iz 1962. Album je dosljedno prikazao Brownov izvođački profil i njegovu povezanost soula, R&B-a i gospela. Unatoč očekivanju Syda Nathana, Brown je s albumom dospio na visoko mjesto Top lista i prodao ga u više milijuna primjeraka i tako postao jedan od najprodavanijih albuma crnačke glazbe ranih šezdesetih.
Sredinom 1960-ih dolazi Brownovo zlatno doba, kada izdaje dva hit singla "Papa's Got a Brand New Bag" i "I Got You (I Feel Good)" iz 1965., koji postaju jedni od najutjecajnijih skladbi u povijesti plesne glazbe. To su njegovi prvi hitovi koji se nalaze na Top 10 pop glazbe, a na R&B-oj Top listi hitova zauzimaju #1 na kojem se zadržavaju više mjeseci. U to vrijeme teško je bilo zamisliti zvukove soula, funka, hip hopa, rapa, house glazbe ili plesnu glazbu bez Jamesa Browna. 1966. njegova skladba "Papa's Got a Brand New Bag" dobiva nagradu Grammy za najbolju R&B skladbu (nagradu je dobio 1968.).
Krajem '60-ih, Brown se prikazuje u novom prerađenom funki stilu. Brown se 1967. nalazi na broju jedan Top liste s hitom "Cold Sweat", koja mu je ujedno i prva funki skladba na Top listi. Aranžira i obrađuje skladbe "Give It Up Or Turnit A Loose", "Licking Stick-Licking Stick" i "Funky Drummer" u koje ubacuje sekcije roga, gitare, basa i bubnjeva. Ovim skladbama Brown daje važan poticaj funk produkciji, ritmovima postaju globalna glazbena baština nalazeći se na brojnim skladbama plesne glazbe u osamdesetima i devedesetima. Skladba "Say It Loud - I'm Black and I'm Proud" koja je objavljena 1968., izravno utječe na svijest američkih crnaca, kao i na njihovo promicanje pop kuture.

### 1970. i "The J.B.'s"
Početkom 1970-ih Brown i Byrd angažiraju novi sastav s kojim će izvoditi funki glazbu. Sastav su činili članovi, Bootsy Collins na bas-gitari, njegov brat Phelps "Catfish" Collins na gitari i glazbeni direktor Fred Wesley na trombonu. Taj novi prateći sastav zvao se "The J.B.'s" i debitirali su na Brownovom singlu iz 1970. "Get Up (I Feel Like Being A) Sex Machine". Brown i "The J.B.'s" obradili su nove obrasce žestokog funka i nametnuli nove standarde u stvaranju glazbe.
1971. Brown potpisuje za "Polydor Records". Iste godine Bootsy Collins napušta "The J.B.'s", a Brown angažira nove članove pa sastav tada čine Fred Wesley, Bobby Byrd, Lyn Collins, Vicki Anderson i Hank Ballard. Do 1974. snimili su niz eksplozivnih funki skladbi od kojih su neke; "I Know You Got Soul" od Bobbyja Byrda, "Think (About It)" od Lyna Collinsa,"Doing It to Death" od Freda Wesleyja, "The Payback", "Papa Don't Take No Mess", "Stoned to the Bone", "Funky President (People It's Bad)" i "Get Up Offa That Thing". Ipak sredinom desetljeća nije se uspio nametnuti singl hitovima na tržište na kojemu je dominirala produkcija disco glazbe.

### 1980.
Brown 1981. obnavlja i dorađuje ugovor s "Polydor Recordsom" i dogovara nove stavke oko snimanja i održavanja turneja. Također se pojavljuje u filmovima The Blues Brothers, Doctor Detroit i Rocky IV., a gostuje u serijalu Miami Vice u epizodi "Missing Hours" (1988.) Godine 1985. objavljuje hit singl "Living in America", koji završava na Top 10 hit singlova, a 1987. dobiva nagradu Grammy za najbolju mušku R&B izvedbu.
Uzletom hip hopa u osamdesetima i njegovom potvrdom kod publike, Brownov eksperimentalni zvuk ponovno je u planu. Ostvaruje suradnju s Afrika Bambaataauom i izdaje singl "Unity". Ovim singlom Brown pokazuje svoju estetiku koja se temelji na ritmu i njegovom jednostavnom ponavljanju koje je ujedno bio temelj za daljnje poetike hip hopa.
1985. godine objavljuje svoj sljedeći veliki hit "Living in America", koju je skladao Dan Hartman, a izvodio ju je Brown (Hartman izvodi prateće vokale). Skladba je napravljena za poznati film Rocky IV. i nalazila se na #4 "Billboardovoj Hot 100" Top listi. Također se našla i na broju pet britanske Top List hit singlova i pojavljuje se sljedeće godine na albumu Rocky IV s filmskom glazbom.
Brown 1988. radi na produkciji sa sastavom "Full Force" koji izdaju hip hop album I'm Real, koji sa singlom "Static" zauzima peto mjesto na Top listama. U međuvremenu dodaje verziju bubnjarskog prijelaza u stilu hip hopa na skladbu "Give It Up Or Turnit A Loose" koja je u originalnom izdanju izašla 1969. i uključena je na kompilacijski album iz 1986. In the Jungle Groove, na kojem se nalaze skladbe iz kasnih '70-ih i ranih '80-ih, a koje su popularizirale hip hop.

### 2000.
Supruga ga 1988. optužuje za zlostavljanje i prijetnje smrću i tada počinju njegovi osobni problemi i sukobi sa zakonom, koji kulminiraju s pucnjavom i bijegom pred policijom. Policija ga uhićuje i sud ga osuđuje na šest godina zatvora. Nakon dvije godine je pomilovan kada izlazi iz zatvora i nastavlja sa svojom glazbeni radom.
U devedesetima James Brown je koncertno aktivan, a diskografske kuće učestalo objavljuju njegove kompilacije. Jedna od najboljih kompilacija je "Polydorov" box set od četiri CD-a na kojim se nalazi njegova diskografija iz čitavog vremena. 1993. Brown objavljuje album Universal James koji je dao mnoge hitove, "Can't Get Any Harder," "How Long" i "Georgia-Lina", a 1995. izlazi uživo album Live At The Apollo 1995 na kojemu se nalazi i jedna nova skladba "Respect Me" koja iste godine izlazi kao singl.
Brown sudjeluje na finalnom koncertu "Live 8" od projekta "Edinburgh 50,000 - The Final Push", gdje izvodi skladbu "Papa's Got A Brand New Bag" u duetu s popularnom britanskom zvijezdom Willom Youngom. Također izvodi duet s još jednom popularnom britanskom zvijezdom Jossom Stoneom u skladbi "Friday Night with Jonathan Ross". Prije svoje smrti, Brown je planirao duet s Annie Lennox, s kojom bi izveo skladbu "Vengeance", koja se nalazi na njegovom novom albumu Venus.

## Osobni život
James Brown prije svoje smrti živio je u kuće na Beech Islandu, Južna Karolina, neposredno kraj rijeke Savannah. Brownu je jednom bio dijagnostician rak prostate, koji je kirurškim zahvatom uspješno uklonjen.  Bez obzira na njegovo liječenje, Brown je zadržao reputaciju "najvrednijeg radnika u glazbenom svijetu", aludirajući pri tom na njegove naporne izvedbe tijekom nastupa. Međutim James Brownov život se dijelio na njegove nastupe i glazbeni rad i na njegov privatni život gdje se ženio više puta.

### Brak i djeca
James Brown ženio se četiri puta, Velma Warren (1953.–1969., razveden), Deidre "Deedee" Jenkins (1970.–1981., razveden), Adrienne Lois Rodriguez (1984.–1996., žena umrla) i Tomi Rae Hynie (2001.–2006., do njegove smrti). Kroz sve te njegove brakove rodilo mu se pet sinova, Teddy Brown, Terry Brown, Larry Brown, Daryl Brown (članovi Brownovog pratećeg sastava) i James Joseph Brown III, kao i četiri kćeri, Lisa Brown, Dr. Yamma Noyola Brown Lumar, Deanna Brown Thomas i Venisha Brown. Također ima osam unučadi i četiri unuke. Brownov najstariji sin Teddy, poginuo je 1973. u automobilskoj nesreći.
22. kolovoza 2007.g. u britanskim novinama The Telegraph, objavljeno je kako je DNK analizom utvrđeno da je Brown otac još troje djece koja su se rodila vanbračno. Samo je jedno ime izašlo u javnost LaRhonda Pettit (rođen 1962.) u mirovini je i živi u Houstonu.

### Brown-Hynie bračne nesuglasice
Bilo je mnogo nesuglasica u braku Hynie i Jamesa Browna, a pojavljuju se u prosincu 2001.g. za vrijeme služenja mise. Brownov dugogodišnji odvjetnik Albert "Buddy" Dallas da brak između Hynie i Browna nije važeći iz razloga što je Hynie bila udana u Pakistanu za Javeda Ahmeda iz razloga dobivanja zelene karte za ulazak u SAD, a brak kasnije nije bio poništen. Brak između Hynie i Ahmeda poništen je tek u travnju 2004. U razgovoru s Larryjem Kingom za CNN, Hynie je izjavila da ima vjenčani list s Jamesom Brownom iz 2001.g., ali tada nije izjavila da se još nije službeno rastala od Ahmeda.
Prema riječima Dallasa, Brown je bio jako ljut i povrijeđen zbog ranije Hyniene udaje i ganut time zatražio je rastavu braka s njom. Dallas dodaje da unatoč Hynienoj udaji s Javedom Ahmedom i kasnije s Jamesom Brownom, brak Brown-Hynie nije bio pravovaljani u Južnoj Karolini jer su sklopili brak prije njezine službene rastave s Ahmedom. U kolovozu 2003. Brown na čitavoj stranici dnevnih novina opisuje stanje koje ga je snašlo s Hynie i Jamesom II, a nakon toga odlazi na godišnji odmor sam što najavljuje njihov razdvojeni život.

### Očinstvo nad Jamesom Brownom II.
U posebnom razgovoru za CNN, odvjetnica Jamesa Browna, Debra Opri u emisiji Larryja Kinga, otkrila je da je Brown prije svoje smrti tražio da se napravi DNK analiza s kojom bi se utvrdilo njegovo očinstvo i njegovo priznanje nad ostalim članovima obitelji. U travnju 2007. Hynie dobiva legalno skrbništvo koje je tražila kako bi mogla zastupati svoga sina Jamesa Browna II. u sudskoj parnici.

### Zakonski problemi
Brownov osobni život obilježilo je nekoliko propalih brakova i problemi sa zakonom. Sa 16 godina osuđen je na tri godine zatvora. 1988. je ponovno uhićen zbog navodne brze vožnje automobilom na međudržavnoj autocesti blizu granice države Georgije i Južne Karoline. Osuđen je za nedozvoljeno nošenje oružja i vrijeđanje službene osobe, što je bilo povezano s drogom i neopreznom vožnjom. Iako je osuđen na šest godina zatvora, izlazi 1991., tri godine ranije.
Od 1990. do 2000. Brown je u više navrata bio uhićivan zbog kućnog nasilja. Njegova treća žena Adrienne Rodriguez prijavljivala ga je i u vremenu od 1980. do sredine 1990 pritvaran je četiri puta. U siječnju 2004., Brown je uhićen zbog kućnog nasilja nad Tomi Rae Hynie koja ga optužuje da ju je gurnuo na pod tijekom svađe zbog čega je zadobila ogrebotine i masnice na desnoj ruci u kuku. Kasnije u mjesecu lipnju 2004. godine Brown se ne izjašnjava o krivnji, i unatoč tome nije bio zatvoren, nego je kažnjen otpisivanjem obveznice u vrijednosti od 1087 američkih dolara.

## Smrt
Jamesu Brownu je pozlilo 23. prosinca 2006.g., u ordinaciji kod njegovog stomatologa kada mu je ugrađivao zubne implatante. Dok mu je pregledavao zube Brown se osjećao jako loše i zubar umjesto da nastavi sa svojim poslom izašao je van tražiti liječničku pomoć. Ubrzo je prevezen u privatni institut "Emory" koji se nalazi u Atlanti, Georgia gdje 24. prosinca procjenjuju da mu je stanje vrlo teško i stavljaju ga na cjelodnevno promatranje. Prema tvrdnjama njegovog dugogodišnjeg menadžera i prijatelja Charlesa Bobbita, Brown je već duže vrijeme bio bolestan i patio je od jakoga kašljanja, koje je kulminiralo poslije povratka iz Europe u mjesecu studenome 2006.
25. prosinca 2006.g. James Brown umire od srčanog udara. Tu vijest su objavili njegov agent Frank Copsidas i njegov prijatelj Charles Bobbit. Prema riječima Bobbita, Brownove zadnje riječi su bile "Ja odlazim noćas" i tri puta ga je još malo duže pogledao, izdahnuo i zatvorio oči.

## Diskografija

### Kompilacije i uživo albumi
- Live at the Apollo (1963.) (#24)
- In the Jungle Groove (1986.) (#330)
- Star Time (1991.) (#79)
- 20 All-Time Greatest Hits! (1991.) (#414)
- Get On the Good Foot (1972.)
- The Payback (1974.)
- Hell (1974.)

### Singlovi
- "Papa's Got a Brand New Bag" (1965.) (#72)
- "I Got You (I Feel Good)" (1965.) (#78)
- "It's a Man's Man's Man's World" (1966.) (#123)
- "Please, Please, Please" (1956.) (#142)
- "Say It Loud - I'm Black and I'm Proud" (1968.) (#305)
- "Get Up (I Feel Like Being A) Sex Machine" (1970.) (#326)

## Filmografija
- The T.A.M.I. Show (1964.) (dokumentarni)
- Ski Party (1965.)
- The Phynx (1970.)
- Black Caesar (1973.) (filmska skladba)
- Slaughter's Big Ripoff (1974.) (filmska skladba)
- The Blues Brothers (1980.)
- Doctor Detroit (1983.)
- Rocky IV (1985.)
- When We Were Kings (1996.) (dokumentarni)
- Soulmates (1997.)
- Blues Brothers 2000 (1998.)
- Holy Man (1998.)
- Undercover Brother (2002.)
- The Tuxedo (2002.)
- The Hire: Beat The Devil (2002.) (short subject)
- Paper Chasers (2003.) (dokumentarni)
- Sid Bernstein Presents... (2005.) (documentary)
- Glastonbury (2006.) (dokumentarni)
- Life on the Road with Mr. and Mrs. Brown (2007.) (dokumentarno izdanje)

## Vanjske poveznice
- James Brown - Godfather of Soul,  Arhivirana inačica izvorne stranice od 12. prosinca 2007. (Wayback Machine) - Službene stranice Jamesa Browna
- MusicBrainz - Diskografija Jamesa Browna